# Santa Cruz de la Loma
Santa Cruz de la Loma es una localidad del estado mexicano de Jalisco. Es parte del municipio de Tlajomulco de Zúñiga.

## Toponimia
El nombre «Santa Cruz» hace referencia al patronazgo de la localidad: la Santa Cruz de Cristo. El término «de la loma» distingue a la localidad de las poblaciones vecinas de Santa Cruz del Valle y Santa Cruz de las Flores.

## Demografía
| Gráfica de evolución demográfica |
|                                  |

| Censo | Población |
| ----- | --------- |
| 1900  | 246       |
| 1910  | 315       |
| 1921  | 255       |
| 1930  | 213       |
| 1940  | 322       |
| 1950  | 394       |
| 1960  | 550       |
| 1970  | 723       |
| 1980  | 665       |
| 1990  | 915       |
| 2000  | 1 080     |
| 2010  | 1 290     |
| 2020  | 1 375     |